# Will Keen
Will Keen, född 4 mars 1970 i Oxford, är en brittisk skådespelare.
Keen har bland annat medverkat i filmen My Lady Jane och TV-serien His Dark Materials.

## Filmografi (i urval)
- 2019–2022 – His Dark Materials (TV-serie)
- 2024 – My Lady Jane